# Prošćansko jezero
Prošćansko jezero je jezero u Hrvatskoj. Nalazi se u Ličko-senjskoj županiji. Spada u Plitvička jezera, u skupinu Gornjih jezera.Nalazi se na nadmorskoj visini od 639 metara. Površine je 68 hektara. Najveća dubina je 37 metara. Ime je dobilo po kolcima (prošću).